# Johann Friedrich Trefz

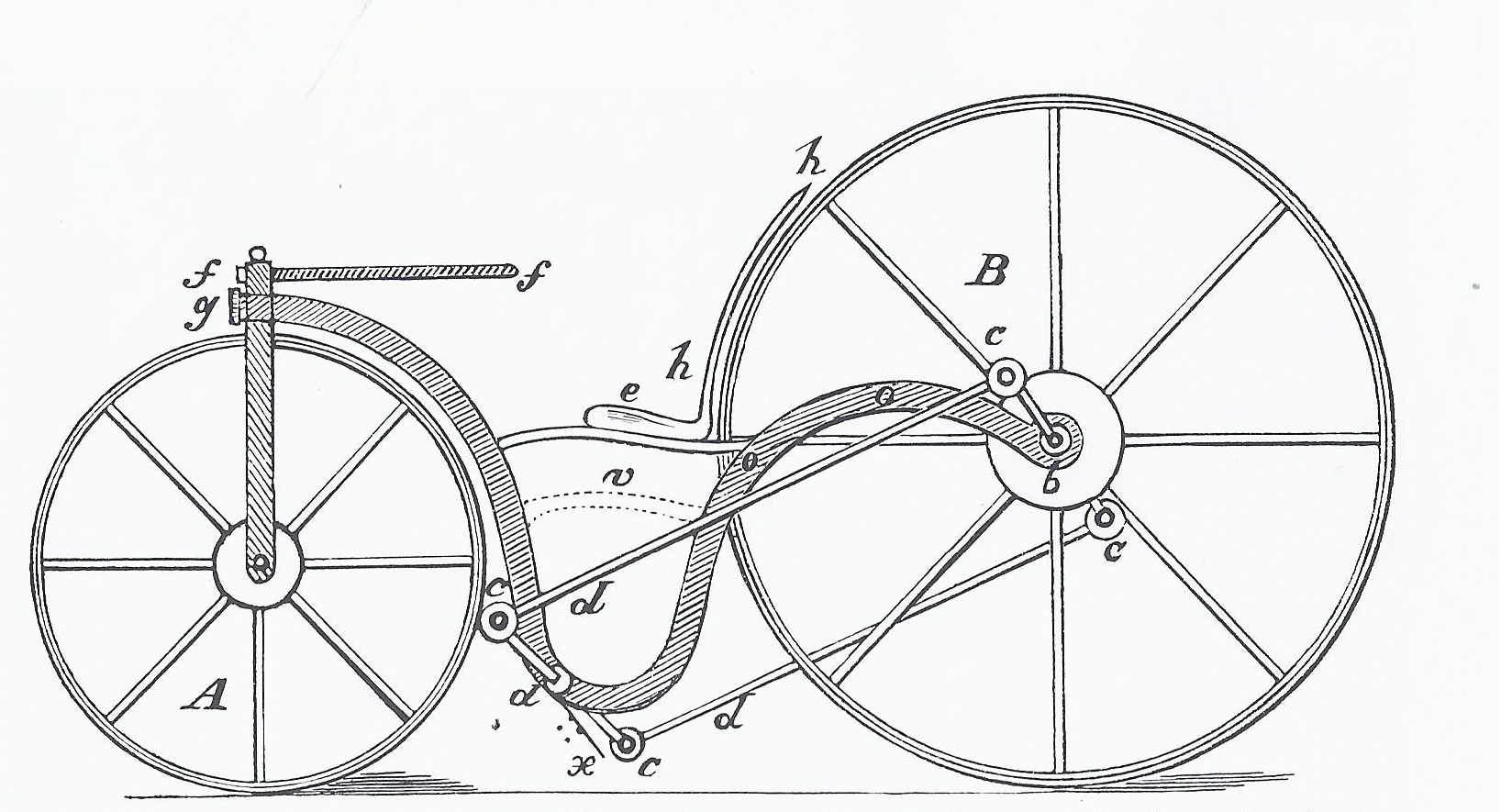
Calcorota (Tretkurbelrad) von Johann Friedrich Trefz (1869)

Johann Friedrich Trefz (* 30. Juli 1832 in Ölbronn; † 1885 in Arica (Chile)) war ein deutscher Turnlehrer und Konstrukteur des Tretkurbelfahrrads mit Hinterradantrieb.
Trefz zog 1865 nach Stuttgart und gründete 1868 die erste private Mädchen-Turnanstalt. Er erteilte Mädchen „Unterricht im Vélocipède-Fahren“ auf Fahrrädern, die er aus Frankreich bezog. Die Behörden fanden die „erste deutsche Mädchen-Turnhalle“ nicht zeitgemäß und verboten den Unterricht schon bald. Trefz ging danach wieder in den regulären Schuldienst (in München?) zurück und lehrte Naturwissenschaft und Neuphilologie. 1873 ist er laut Kirchlichem Familienregister aus Schwäbisch Gmünd „entwichen“, wohl unter Hinterlassung seiner Familie. Laut seinem Enkel Dr. Fritz Trefz reiste er 1885 im Auftrag einer holländischen Gesellschaft nach Südamerika, die dort nach Bodenschätzen suchte.
Im Gegensatz zu dem schwingenden Antrieb von Thomas McCall verwendete Trefz an seinem 1869 konstruierten Rad Tretkurbeln, die über ein Gestänge das Hinterrad antrieb. Am 30. November 1869 beantragte Trefz ein Patent bei der württembergischen Zentralstelle für Gewerbe und Handel auf eine „neue Art der Bewegung des Velocipedes“, das er „Calcorota“ nannte. Dem Antrag wurde stattgegeben. Am 24. Januar 1871 musste Trefz jedoch aus unbekannten Gründen sein Patent löschen lassen. Ob Trefz jemals Exemplare fertigte ist unsicher. Sicher ist, dass die Firma Müller & Hag in Stuttgart die „Erste deutsche Velocipède-Fabrik“ gründete.